# Pelegrina tristis
Pelegrina tristis là một loài nhện trong họ Salticidae.
Loài này thuộc chi Pelegrina. Pelegrina tristis được Maddison miêu tả năm 1996.